# تامارا فلدمن
تامارا فلدمن (انگلیسی: Tamara Feldman؛ زاده ۵ دسامبر ۱۹۸۰) یک هنرپیشه اهل ایالات متحده آمریکا است. وی از سال ۲۰۰۲ میلادی تاکنون مشغول فعالیت بوده‌است.
از فیلم‌های معروف او می‌توان به بازی در فیلم کاملاً غریبه اشاره کرد.